# Arnt Rindal
Arnt Magne Rindal, född 28 juni 1938 i Nordfjordeid, död 26 december 2015, var en norsk diplomat. Han var norsk ambassadör i Rumänien (och Bulgarien och Moldavien) från 1999 till 2003 och Portugal från 2003 till 2006.

### Fotnoter
1. ↑  ”Nekrolog: Arnt Magne Rindal”. Aftenposten. http://www.aftenposten.no/dodsfall/Nekrolog-Arnt-Magne-Rindal-8312292.html. Läst 30 mars 2016.
2. ↑  ”70 år 28. juni: Arnt Rindal” (på norska). Norwegian News Agency. 5 juni 2008.